# Konnexitätsprinzip (Staatsfinanzen)
Konnexitätsprinzip ist im Finanzrecht bei den Staatsfinanzen der Rechtsgrundsatz, dass Bund und Länder jeweils stets gesondert die Staatsausgaben zu tragen haben, die sich aus der Wahrnehmung ihrer hoheitlichen Aufgaben ergeben.

## Allgemeines
Im Finanzrecht ist das Konnexitätsprinzip in Art. 104a Abs. 1 GG verankert. Hierin ist festgelegt, dass Bund und Länder jeder für sich die Staatsausgaben tragen, die sich aus der Wahrnehmung ihrer öffentlichen Aufgaben ergeben: Die Ausgabenlast folgt der Aufgabenlast (Vollzugskausalität, nicht jedoch Gesetzeskausalität). Delegiert eine höhere Staatsebene öffentliche Aufgaben auf untergeordnete Ebenen, muss sie für finanziellen Ausgleich sorgen („wer die Musik bestellt, muss sie auch bezahlen“). Das Konnexitätsprinzip begründet für Bund und Länder die Pflicht und Befugnis, die finanziellen Folgen ihrer Aufgabenwahrnehmung gesondert zu tragen; der Bund darf nicht die Ausgaben der Länder tragen und darf ihnen nicht seine eigenen auferlegen – das gilt auch für die Länder.

## Arten
Das Konnexitätsprinzip kann nach einem strikten und einem relativen Konnexitätsprinzip unterschieden werden. Beim strikten Konnexitätsprinzip bringt eine Aufgabenübertragung zwingend eine Kostenerstattungspflicht mit sich, und zwar unabhängig von der Finanzkraft. Beim relativen Konnexitätsprinzip ist dagegen lediglich die Kostendeckung zu regeln, was jedoch nicht zwangsläufig einen Mehrbelastungsausgleich zur Folge hat.

## Rechtsfragen
Im Verhältnis der Länder zu ihren Gemeinden und Gemeindeverbänden ist das Konnexitätsprinzip (teilweise auch „Konnexitätsgebot“ genannt) ein Rechtssatz, der gerichtlich durchsetzbare Ansprüche der Kommunen gegenüber den Ländern begründet. Er wurde in den letzten Jahrzehnten in allen Landesverfassungen der 13 Flächen-Länder verankert, teilweise zu Gunsten der Kommunen ausgebaut. Die Grundzüge sind überall gleich (wenn auch Einzelheiten und Formulierungen voneinander abweichen): Wenn ein Land seinen Kommunen eine bestimmte öffentliche Aufgabe überträgt (andere Formulierung: sie zur Wahrnehmung verpflichtet) und dies zu einer wesentlichen Mehrbelastung führt, muss das Land gleichzeitig für finanziellen Ausgleich sorgen, indem es Bestimmungen über die Kostendeckung trifft oder selbst finanziellen Ausgleich zahlt.
Seit es dem Bund im September 2006 in der Föderalismusreform durch Grundgesetzänderung strikt verboten wurde, den Gemeinden Aufgaben zu übertragen (Art. 84 Abs. 1 Satz 7 GG), haben diese Landesverfassungsregelungen noch größere Bedeutung erlangt. Sie werden von Gemeinden häufig bei den Landesverfassungsgerichten geltend gemacht. Im Erfolgsfall führt das zu finanziell schwerwiegender Verurteilung des Landes zum Mehrbelastungsausgleich für eine bestimmte Aufgabe. Schlagzeilen machte z. B. die Verurteilung des Landes Nordrhein-Westfalen durch den dortigen Verfassungsgerichtshof (VerfGH) im Oktober 2010 zum Ausgleich der kommunalen Kosten des Ausbaus der Kleinkindertagesbetreuung gemäß dem Kinderförderungsgesetz.
Dieser konnexitäts-rechtliche besondere finanzielle Schutz der Gemeinden gegenüber einzelnen Aufgabenübertragungen steht neben dem Schutz durch die allgemeine Finanzgarantie der Länder: Nach allen Landesverfassungen müssen die Länder ständig für eine aufgabengerechte Finanzausstattung der Gemeinden hinsichtlich aller Aufgaben sorgen, z. B. auch für freiwillige Aufgaben, erhöhte kommunale Sozialausgaben infolge Arbeitslosigkeit oder Bundesgesetzgebung. Dies erfolgt wesentlich durch die Ländergesetze über kommunalen Finanzausgleich bzw. Gemeindefinanzierung. Auch zu dieser allgemeinen Finanzgarantie erstreiten die Kommunen mitunter Aufsehen erregende Urteile.

## Wirtschaftliche Aspekte
Das Konnexitätsprinzip ist Bestandteil des Finanzausgleichs, wenn die Konnexität zwischen Aufgaben und Ausgaben auseinanderfällt; man spricht dann vom stillen oder verdeckten Finanzausgleich. Es soll sicherstellen, dass ausgabewirksame Aufgaben, die eine höhere Ebene an eine niedrigere delegiert, von der höheren Ebene durch ausgabengleiche Zahlungen ausgeglichen werden. Allein beim strikten Konnexitätsprinzip wird vermieden, dass ein Haushaltsdefizit lediglich durch Delegation ausgabewirksamer Aufgaben entsteht.
Wichtigste Ausnahme vom Konnexitätsprinzip ist die Auftragsverwaltung (Art. 104a Abs. 2 GG).

## International
In der Schweiz ist das Konnexitätsprinzip in Art. 43a BV als „Grundsätze für die Zuweisung und Erfüllung staatlicher Aufgaben“ berücksichtigt. Danach übernimmt der Bund nur die Aufgaben, welche die Finanzkraft der Kantone übersteigen oder einer einheitlichen Regelung durch den Bund bedürfen. Dabei trägt das Gemeinwesen, in dem der Nutzen einer staatlichen Leistung anfällt, deren Kosten. Staatliche Aufgaben müssen bedarfsgerecht und wirtschaftlich erfüllt werden.
In Österreich enthält das Finanz-Verfassungsgesetz (F-VG) den „Grundsatz der eigenen Kostentragung“. Danach tragen der Bund und die übrigen Gebietskörperschaften den Aufwand, der sich aus der Besorgung ihrer Aufgaben bestimmt, es sei denn, die zuständige Gesetzgebung bestimmt anderes (§ 2 F-VG). Dabei muss die Regelung der Kostentragung für die Aufgabenbesorgung und die Regelung für die Verteilung der Besteuerungsrechte und Abgabenerträge in Übereinstimmung mit der Verteilung der Lasten der öffentlichen Verwaltung erfolgen. Zu berücksichtigen ist, dass diese Regelung in Übereinstimmung mit der Verteilung der Lasten der öffentlichen Verwaltung erfolgen muss und dass die Grenzen der Leistungsfähigkeit der beteiligten Gebietskörperschaften nicht überschritten werden dürfen (§ 4 F-VG).